# Tiếng Chechen
Tiếng Chechen (Нохчийн Мотт / Noxçiyn Mott / نَاخچیین موٓتت / ნახჩიე მუოთთ, Nokhchiin mott, /ˈnɔx.t͡ʃiːn mu͜ɔt/) là một ngôn ngữ Đông Bắc Kavkaz. Đây là ngôn ngữ của khoảng 1,4 triệu người, chủ yếu được sử dụng tại cộng hòa Chechnya và các cộng đồng người Chechen trên khắp Nga, Jordan, Trung Á (chủ yếu Kazakhstan và Kyrgyzstan), và Gruzia.

## Phân loại
Tiếng Chechen thuộc ngữ hệ Đông Bắc Kavkaz. Cùng với tiếng Ingush có liên quan chặt chẽ (cả hai có thể thông hiểu lẫn nhau ở mức độ nào đó), cả hai tạo nên nhóm ngôn ngữ Vainakh.

## Phân bố địa lý
Thống kê dân số Nga năm 2010, 1.350.000 người báo cáo rằng họ biết nói tiếng Chechen.

### Tình trạng
Tiếng Chechen là ngôn ngữ chính thức tại Chechnya.